# Service (The Walking Dead)
«Servicio» —título original en inglés: «Service»  es el cuarto episodio de la séptima temporada de la serie de televisión The Walking Dead. Se estrenó el 13 de noviembre de 2016 en Estados Unidos y Latinoamérica por las cadenas AMC y FOX. El 14 de noviembre se estrenó en España en la cadena Fox. La dirección de este capítulo estuvo a cargo de David Boyd y el guion fue escrito por Corey Reed.
El episodio se centra en los miembros restantes del grupo central que se mantienen juntos en Alexandría, mientras tratan de superar las muertes de Glenn y Abraham. Negan (Jeffrey Dean Morgan) y los Salvadores aparecen de forma inesperada en las puertas de la zona segura de Alexandría para su primera ofrenda.
Este episodio tiene una duración total de 85 minutos.

## Trama
En Alexandría, Michonne (Danai Gurira) toma un Fusil de francotirador escondido y se va a un campo para practicar con el arma, teniendo como objetivo un auto quemado. Un caminante finalmente se acerca. Ella le dispara varias veces pero no acierta con sus disparos, y finalmente lo decapita con su katana. Ella se fija en que una de las balas ha impactado en un ciervo, y lo recoge para llevarlo al campamento.
Mientras tanto, Negan (Jeffrey Dean Morgan) y sus salvadores, incluido un cautivo Daryl (Norman Reedus), llegan antes de lo esperado para recoger la mitad de los suministros de Alexandría. Rick (Andrew Lincoln) dice que ya han repartido la mitad de sus suministros, pero Negan replica que puede decidir lo que llevarse, ya que están brindando un "servicio" a la comunidad. Él ordena a sus salvadores buscar en las casas y apoderarse de sus camas. Dwight (Austin Amelio) ordena a Rosita (Christian Serratos) y Spencer (Austin Nichols) que recojan la motocicleta de Daryl de los bosques cercanos. Mientras estaban fuera de Alexandría, Spencer expresa su preocupación de que Rick no acepte más las normas de Negan. Rosita recupera un arma a través de algunos salvadores reanimados que fueron ejecutados por ellos mismos, y encuentran la motocicleta de Daryl.
Mientras esperan, Negan se burla de Rick por las imágenes de video tomadas cuando el grupo de Rick llegó por primera vez a Alexandría, y le pide ver a su "niña enferma" Maggie. El padre Gabriel (Seth Gilliam) aparece y le pregunta si Negan le quiere presentar sus respetos, engañándolo para que crea que Maggie está muerta. Su conversación se rompe con un disparo y se congregan en la enfermería de la comunidad. Allí, Carl (Chandler Riggs) sostiene a un Salvador a punta de pistola. Negan está impresionado por la valentía de Carl, pero lo obliga a retirarse, y luego exige ver la armería, ya que Alexandria parece tener muchas armas.  Olivia (Ann Mahoney) lleva a Negan hasta la armería, y éste les ordena que entreguen todas las armas, incluidas las que el grupo de Rick había robado de uno de sus puestos de avanzada. Mientras los Salvadores cargan las armas en sus camiones encuentran que hay dos que faltan y que figuran en el inventario, por lo que Negan amenaza con matar a Olivia si no son devueltas. En la iglesia de la comunidad Rick reúne a todos los habitantes para discutir sobre las dos armas que han desaparecido en busca de la persona que las tuviera. La mayoría de los residentes se sienten incómodos por la presencia del grupo de bandidos y se lo expresan a Rick, pero el oficial aclara que Negan está al mando y que todos deben servirle a él. Nadie responde ante las exigencias del oficial sobre las armas, pero Eugene menciona que algunos miembros no están en la junta, así que buscan en las casas y Rick las descubre, junto con un alijo de comida, escondidas en la casa de Spencer.
Con todas las armas recogidas los salvadores se preparan para irse cuando Rick ve a Michonne escondida en una de las destartaladas casas del exterior. Le ruega a Negan por un momento y va a la casa para convencer a Michonne de que entregue el rifle, que no estaba en el inventario. El ciervo es confiscado por Arat (Elizabeth Ludlow), una teniente de los salvadores. Apreciando el esfuerzo de Rick, Negan advierte a Rick que si atrapan a un alexandrino con un arma los matará. Rick le pregunta si Daryl puede quedarse, pero cuando Negan le pregunta a Daryl, él permanece obstinadamente en silencio.
Después de que los salvadores se van Rick acusa a Spencer de acumular provisiones, mientras que Spencer se burla de Rick por su fracaso como líder. Sin embargo, un enfurecido Rick amenaza a Spencer de romperle la boca si vuelve a decir algo así y le hace prometer que nunca volverá a hacerlo. Más tarde Michonne intenta alentar a Rick a pelear, a lo que Rick responde que no puede. Explica que sabe que Judith no es su hija, sino la de su amigo de Shane, pero la ama de todos modos, y de manera similar con Alexandria, necesitan aceptar la regla de Negan para seguir viviendo. Al día siguiente, mientras estaba fuera de Alexandría en el mismo campo, Michonne encuentra todos los colchones que tomaron los salvadores quemados en una pila junto a la carretera.
Por la noche Rosita encuentra y recoge una carcasa de bala vacía. Visita a Eugene (Josh McDermitt) y le pide que fabrique una bala para el arma que todavía tiene.

## Producción
Los actores Lauren Cohan (Maggie Greene), Melissa McBride (Carol Peletier), Lennie James (Morgan Jones), Sonequa Martin-Green (Sasha Williams), Alanna Masterson (Tara Chambler), Tom Payne (Paul "Jesús" Rovia) y Xander Berkeley (Gregory) no aparecen en este episodio pero igual son acreditados.

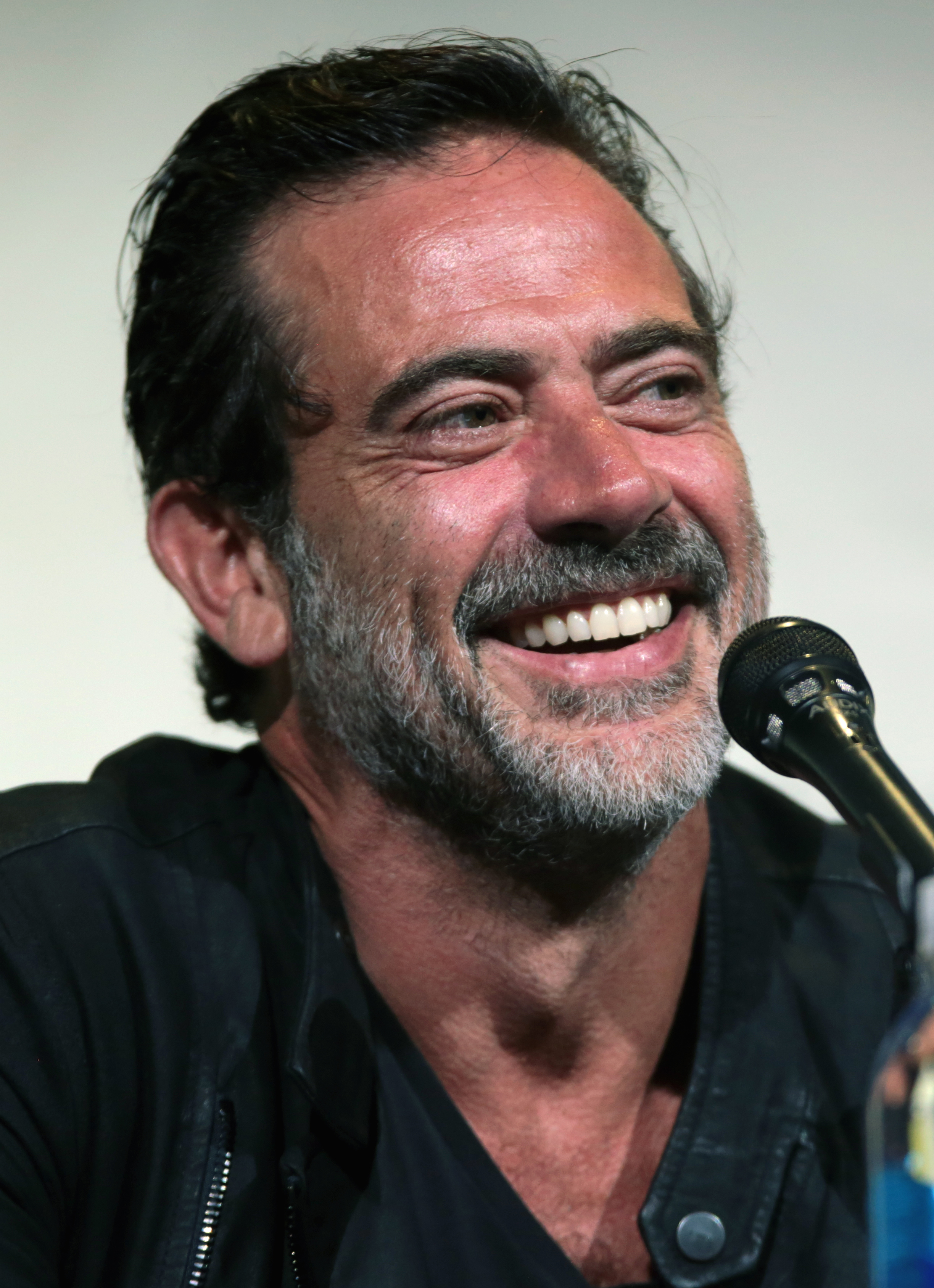
Jeffrey Dean Morgan recibió críticas mixtas por su actuación como Negan en este episodio.

## Recepción
"Service" recibió críticas mixtas de los críticos. En Rotten Tomatoes tiene un 62% con una calificación promedio de 6,94 sobre 10, según 34 revisiones. El consenso del sitio dice: Aunque el ritmo es más lento de lo deseado, "Service" establece sistemáticamente las bases para un futuro atemorizante mientras promueve la historia de la vida bajo el gobierno de Negan.
Kelly Lawler de USA Today comentó el episodio diciendo: "El villano de Jeffrey Dean Morgan sigue siendo tan aburrido y tan no amenazante como lo era antes. Un episodio extra largo que es básicamente el viaje desde el infierno a la realidad que no hace nada para promover a su personaje ". Erik Kain de Forbes  también comentó el episodio diciendo: "En resumen este fue el episodio más flojo de la temporada por mucho. Espero que los guionistas se esfuercen más en el futuro y nos den más acción, historias más entrelazadas y menos Negan y su interminable charla ".

## Índices de audiencia
El episodio recibió una calificación de 5.4 en el grupo demográfico clave de 18-49 años con 11,40 millones de espectadores en total. En ese momento es la calificación más baja que ha tenido el programa desde " Dead Weight" desde la cuarta temporada.